# Коршун (тактический ракетный комплекс)
«Ко́ршун» (Индекс ГРАУ — 2К5) — советский тактический ракетный комплекс с одноступенчатой жидкостной (керосин и азотная кислота) неуправляемой, стабилизируемой вращением ракетой ЗР7, массой 455 килограмм.
Пусковая установка — на шасси КрАЗ-214. Масса — 18 тонн. Максимальная скорость — 55 км/ч.
2К5 «Коршун» с неуправляемой ракетой на жидкостном топливе ЗР7 предназначалась для поражения целей на расстоянии до 55 километров мощными боевыми частями массой 100 кг. Многократное увеличение массы боевой части и дальности стрельбы даже при использовании жидкого топлива с высоким уровнем выделяемой энергии определило почти двукратное утяжеление «Коршуна» по сравнению с аналогичным ему МД-20.
Большой опыт создания зенитных неуправляемых ракет, объединение разработки ракеты и двигателя в одном коллективе организаций ОКБ-3 НИИ-88 позволили быстро завершить этап наземной отработки и с середины 1950-х годов перейти к практическим испытаниям, которые прошли успешно и подтвердили достижение заданных характеристик комплекса. Была выпущена небольшая серия 2К5, с 1957 года демонстрировавшихся на парадах 9 мая.
При размещении боевой машины «Коршуна» на ставшем уже типовым для систем залпового огня в послевоенные времена на шасси ЗИС-151 или его модификациях установка не смогла нести более двух реактивных снарядов ЗР7 массой по 385 килограмм. Более благоприятные перспективы открывались при использовании шасси с повышенной проходимостью ЯАЗ-214, имеющего три оси колёс и разработанного в начале 1950-х годов. После перевода производства этого автомобиля из ЯАЗ на КрАЗ его наименование сменили на КрАЗ-214. Боевая машина системы «Коршун» 2П5 при массе 18,14 тонны могла развивать скорость по шоссе 55 км/ч, запас хода составлял 530 км. Пакет для размещения шести реактивных снарядов на спиральных направляющих мог выводиться на угол возвышения до 52 градусов. Горизонтальное наведение осуществлялось в пределах угла 6 градусов. Артиллерийская часть установки создавалась в Ленинграде в ЦКБ-34 под обозначением СМ-55.